# Стивенсон (округ)
Сти́венсон (англ. Stephenson County) — округ в штате Иллинойс, США. Официально образован в 1837 году. По состоянию на 2010 год, численность населения составляла 47 711 человек.

## География
По данным Бюро переписи США, общая площадь округа равняется 1 463,351 км2, из которых 1 463,351 км2 — суша, и 0,500 км2, или 0,090 % — это водоёмы.

## Население
По данным переписи населения 2000 года в округе проживает 48 979 жителей в составе 19 785 домашних хозяйств и 13 473 семей. Плотность населения составляет 34,00 человека на км2. На территории округа насчитывается 21 713 жилых строений, при плотности застройки около 15,00-ти строений на км2. Расовый состав населения: белые — 89,29 %, афроамериканцы — 7,68 %, коренные американцы (индейцы) — 0,15 %, азиаты — 0,68 %, гавайцы — 0,04 %, представители других рас — 0,63 %, представители двух или более рас — 1,53 %. Испаноязычные составляли 1,53 % населения независимо от расы.
В составе 30,70 % из общего числа домашних хозяйств проживают дети в возрасте до 18 лет, 55,40 % домашних хозяйств представляют собой супружеские пары, проживающие вместе, 9,50 % домашних хозяйств представляют собой одиноких женщин без супруга, 31,90 % домашних хозяйств не имеют отношения к семьям, 27,60 % домашних хозяйств состоят из одного человека, 12,60 % домашних хозяйств состоят из престарелых (65 лет и старше), проживающих в одиночестве. Средний размер домашнего хозяйства составляет 2,43 человека, и средний размер семьи — 2,97 человека.
Возрастной состав округа: 25,20 % — моложе 18 лет, 7,60 % — от 18 до 24, 27,50 % — от 25 до 44, 23,30 % — от 45 до 64, и 23,30 % — от 65 и старше. Средний возраст жителя округа — 38 лет. На каждые 100 женщин приходится 93,10 мужчин. На каждые 100 женщин старше 18 лет приходится 90,30 мужчин.
Средний доход на домохозяйство в округе составлял 40 366 USD, на семью — 48 510 USD. Среднестатистический заработок мужчины был 36 300 USD против 24 238 USD для женщины. Доход на душу населения составлял 19 794 USD. Около 6,50 % семей и 9,00 % общего населения находились ниже черты бедности, в том числе — 11,60 % молодежи (тех, кому ещё не исполнилось 18 лет) и 8,50 % тех, кому было уже больше 65 лет.